# Tcherkaske (oblast de Dnipropetrovsk)
Pour les articles homonymes, voir Tcherkaske.
Tcherkaske (en ukrainien : Черкаське) ou Tcherkasskoïe (en russe : Черкасское) est une commune urbaine de l'oblast de Dnipropetrovsk, en Ukraine. Sa population s'élevait à 4 239 habitants en 2013.

## Géographie
Tcherkaske se trouve dans une zone de bois et de marécages, sur la rive gauche de la rivière Samara, un affluent du Dniepr, dans lequel elle se jette à Dnipro. Tcherkaske est située à 16 km au nord-est de Novomoskovsk, à 41 km au nord-est de Dnipro et à 400 km au sud-est de Kiev.

## Histoire
Tcherkaske fut créée en 1949 pour accueillir un bataillon d'instruction militaire. À ce titre, elle n'apparaissait sur les cartes. En 1957, elle reçut la 42e division blindée de la garde, qui avait libéré la ville de Tcherkassy pendant la Seconde Guerre mondiale. L'année suivante, la commune urbaine de Tcherkaske était créée et nommée d'après la ville de Tcherkassy, en Russie. Dans les années 1960 et 70, des immeubles de plusieurs étages furent construits. En 1990, la 42e division blindée de la garde fut dissoute et remplacée par la 93e division de fusiliers motorisés (devenue la 93e brigade mécanisée (Ukraine). Un vaste polygone militaire au nord et à l'est de Tcherkaske accueille un terrain de manœuvre pour les blindés et un champ de tir pour l'artillerie.

## Population
Recensements (*) ou estimations de la population :
| 1959* | 1970* | 1979* | 1989* | 2001* |
| ----- | ----- | ----- | ----- | ----- |
| 976   | 1 651 | 2 297 | 3 195 | 3 670 |

| 2009  | 2010  | 2011  | 2012  | 2013  |
| ----- | ----- | ----- | ----- | ----- |
| 4 094 | 4 133 | 4 180 | 4 205 | 4 239 |

## Transports
La gare ferroviaire de Vilne se trouve à 11 km de Tcherkaske.